# Louise Fulton
Louise Vivian Fulton (Kingstree, c. 1917-Pittsburgh, 7 de mayo de 1988) fue una jugadora de bowling profesional estadounidense. Pionera del bowling, fue la primera afroestadounidense en ganar un torneo profesional y una de las primeras afroestadounidenses en competir en una gira de bowling profesional femenina.

## Biografía
Fulton nació c. 1917, en Kingstree, Carolina del Sur. Ella era una de diez hijos y tenía cinco hermanas y cuatro hermanos. Una de sus hermanas, Marjorie Mitchell, también jugaba bolos y compitió con ella en varios torneos. Pasó los primeros años de su vida en Kingstree, antes de que su familia se mudara a Pittsburgh, Pensilvania, cuando ella tenía siete años. Asistió a la escuela secundaria Peabody, donde jugó sóftbol y baloncesto.
Fulton comenzó a jugar al bowling cuando tenía 20 años y comenzó su carrera c. 1950. Ted Page fue su entrenador desde c. 1954 en adelante y en 1955 había ganado el torneo del oeste de Pensilvania con una puntuación promedio de 197 bolos. Luego, Fulton comenzó a «romper récords y derribar barreras raciales, así como bolos»: en 1960, ganó la atención nacional por ganar el torneo de eliminación de propietarios de Pittsburgh y quedar tercera en el torneo estatal, lo que le permitió ir al Campeonato Nacional All-Star en San Bernardino, California, donde se convirtió en una de las dos primeras mujeres afroestadounidenses en participar allí (junto con Sadie Dixon).
En 1961, Fulton se convirtió en la primera afroestadounidense en participar en el torneo All-Star de dobles, que se celebró ese año en Latham, Nueva York. Esa temporada, promedió 190 bolos por juego y realizó 30 series de 600 bolos o más, así como dos series de más de 700, que fueron las cifras más altas de todos los tiempos para una mujer de color. Se clasificó como una de las mejores jugadoras de bowling a nivel nacional y Ted Page la describió como «la jugadora de bowling más peligrosa».
Fulton fue aceptada en la Asociación de Bowling de Mujeres Profesionales (PWBA) en 1962, convirtiéndose en la primera afroestadounidense en ser invitada a una liga profesional. Más tarde ese año, se convirtió en la primera de su raza en clasificarse para un torneo profesional nacional. Dos años más tarde, fue invitada al torneo PWBA Princeton Open y se abrió camino hasta la final, donde derrotó a Betty Kuczynski 191 bolos a 188 y se convirtió en la primera afroestadounidense en ganar un torneo de bolos profesional. Varios años más tarde, participó en la gira de bolos profesional femenina y se convirtió en una de las primeras de su carrera en hacerlo. En 1969, ganó los campeonatos individuales y de dobles en el Torneo de bolos femenino de Pensilvania. Continuó jugando a los bolos durante la década de 1970.
Fulton también estuvo involucrada en asuntos de bowling fuera de la competencia, incluido el de ser propietaria de Meadow Bowling Lanes en Homewood. También fue presidenta de la Asociación de Propietarios de Bowling del Gran Pittsburgh durante dos mandatos, fue miembro de la junta directiva de la Asociación de Bowling de Mujeres de Pittsburgh, dirigió la Asociación de Bowling de Mujeres del Estado de Pensilvania durante un tiempo y sirvió como delegada de la Reunión Anual para cerrar a 30 años.
Fulton recibió numerosos honores y premios, incluido el de ser la primera afroestadounidense elegida para ser miembro del Salón de la Fama del Congreso de Bowling de los Estados Unidos en 2001. También fue incluida en el Salón de la Fama del Deporte de Pensilvania Occidental (1971), el Salón de la Fama de la Asociación de Bowling de Mujeres de Pittsburgh (1977), el Salón de la Fama de la Asociación Nacional de Bowling (1983), el Salón de la Fama de la Asociación de Bowling de Mujeres del Estado de Pensilvania (1991), Salón de la Fama del Congreso Internacional de Bowling Femeninos en 2000, y recibió el Premio Joyce Deith Trailblazer en 1999. 
Fulton murió en Pittsburgh el 7 de mayo de 1988 de cáncer. 